# André Jacob (architecte)
Pour les articles homonymes, voir André Jacob. Pour les autres personnes homonymes, voir Jacob.
André Jacob est un architecte français, né le 31 janvier 1891 dans le 9e arrondissement de Paris et mort en déportation le 10 avril 1944, à Kaunas.
D'une famille juive de souche lorraine, il est le père de la ministre Simone Veil, de la résistante Denise Vernay, et de Madeleine Jacob.

## Biographie

### Enfance et formation
André Jacob naît le 31 janvier 1891 dans le 9e arrondissement de Paris,,. Son père Edmond Jacob, né à Reims en 1852, est caissier et comptable à la Compagnie parisienne de gaz, tandis que son grand-père Jacques Jacob (1814-1882) est boucher négociant en moutons à la suite de son père, puis marchand de biens immobiliers, marié à Minette Worms, fille d'Elias Worms (1777-1861), chantre de la synagogue de Metz. Sa mère Mathilde Schnerb (1857-1929) est fille de Simon Schnerb un fourreur tchèque qui était devenu bijoutier.
Après des études secondaires à Paris au lycée Rollin, il est admis à la section architecture de l'École des beaux-arts, dans l'atelier de Gustave Umbdenstock et d'Henri Deglane, ses études sont interrompues par la Première Guerre mondiale, au cours de laquelle il est fait prisonnier le 8 septembre 1914 à Maubeuge. Il est interné en Allemagne, d'où il rentre, après plus de quatre ans de captivité, le 17 mars 1919,,.
Il reprend ses études d'architecte. En 1919, il présente le prix de Rome d'architecture, le sujet est « le Palais pour la Ligue des Nations, à Genève ». Il reçoit le « deuxième second grand prix de Rome » derrière MM Jacques-Louis-René Carlu, Jean-Jacques Haffner, Eugène-Alexandre Girardin et Louis Sollier,.

« L'académie des beaux-arts a jugé hier les projets de dix architectes en loge, concourant pour le prix de Rome. Le sujet proposé était : le Palais pour la Ligue des Nations, à Genève. Deux grands prix de Rome ont été décernés à MM. Carlu et Haffner; deux premiers seconds grands prix, à MM. Girardin et Sollier, et un deuxième second grand-prix à M. Jacob (...)
M. André Jacob, né en 1891 à Paris, est élève de M. Deglane »

— Journal des débats politiques et littéraires, Journal des débats du dimanche 9 novembre 1919
Il obtient son diplôme d'architecte le 9 juin 1920. 

### Déportation et mort
André Jacob est arrêté par la Gestapo avec sa femme et sa famille en 1944 à Nice. Il est déporté avec son fils vers l'Allemagne depuis Drancy par le convoi no 73, dont la trace se perd en Lituanie. La mention de décès sur son acte de naissance indique « Décédé à Kaunas le 10 avril 1944 »,.

## Vie privée
Il épouse Yvonne Steinmetz le 22 mai 1922 à Paris dans le 9e arrondissement. 
Il s'installe, comme architecte, à Nice en 1924. Le couple a quatre enfants : Madeleine (1923-1952), Denise (1924-2013), Jean (1925-1944), mort en déportation, et Simone (1927-2017).

## Distinctions
- Croix de guerre 1914–1918[12].
- Lauréat du 2e second grand prix de Rome, catégorie Architecture (1919).